# Gabriel M'Boa
Gabriel M'Boa (...) è un ex mezzofondista centrafricano, primo rappresentante della sua nazione ai Giochi olimpici.

## Carriera
Alle Olimpiadi del 1968, svoltesi a Città del Messico, fu l'unico rappresentante del suo paese, che partecipava per la prima volta ai Giochi. Iscritto alla gara dei 5000 metri, il 15 ottobre corse la prima batteria di qualificazione che concluse al tredicesimo e penultimo posto con il tempo di 17'33"0.